# Уру (народ)
Уру, пукіна або уро, урос (ісп. Uros) — американський індіанський народ, що зі стародівніх часів мешкав і все ще мешкає на берегах озера Тітікака та на плавучих островах на його поверхні біля міста Пуно, Перу.
Зараз існує 42 таких острови, для будівництва яких уру використовують рослину тотора (тип очерету), що росте на берегах озера, із в'язанок якої вони і роблять ці острови. Зараз живі близько 3000 нащадків урос, хоча лише кілька сотень продовжують жити на плотах, а більшість переїхали на сушу того ж району. Крім того, всі вони є метисовані з народом аймара, що мешкає навколо: останній чистокровний уру помер у 1959 році.
Початковою метою створення плавучих островів був захист від завойовників, таких як, наприклад, інки. У випадку загрози такий острів зі всім населенням міг бути переміщений до відкритого озера. Найбільший з островів все ще має дозорну вежу, також цілком збудовану з очерету.
Уру активно торгували з аймара, мешканцями навколишніх районів, що привело до поступової втрати їхньої власної мови (уру) та заміни її на аймара близько 500 років тому. Коли навколишня територія була завойована інками, уру платили їм податки (хоча невеликі, бо інки вважали їх дуже бідним народом), а деякі уру були захоплені у рабство.
Плавучі острови будуються з очерету тотора, що росте навколо озера. Щільне коріння цієї рослини підтримує острови цільними. У свою чергу острови прикріпляються канатами до жердин, вбитих у дно озера. Очерет на нижній стороні островів швидко гниє, таким чином для підтримки на плаву потрібне постійне додавання нового матеріалу. Це особливо важливо протягом вологого сезону, коли острови цілком намокають і процеси гниття відбуваються швидше. Середня тривалість життя острову без підтримки становить близько 30 років. Велика частина дієти уру також складається з очерету. Коли уру збирають очерет, нижня біла частина («чульйо», аймара chullo МФА: [tʃʼuʎo]) використовується у їжу. Як інші андійські народи, що споживають у їжу листя коки для розслаблення та зняття відчуття голоду, уру використовують тотора для тієї ж мети. У випадку поранень, очерет прикладається до ран. Крім того, ця рослина використовується для виготовлення напою, що нагадує чай.
Найбільші острови містять близько 10 родин, тоді як найменші, близько 30 м завширшки, лише одну або дві. У середньому родини мають 2-3 дітей.

Один з островів уру

Крім плавучих островів, з очерету тотора уру також будують очеретяні човни, на яких переміщуються по озеру і займаються рибальством, переважно виловлюючи іспі, карачі і зубатку. Зараз до озера також інтродуковані ще два види риб, яких виловлюють представники цього народу, це форель, завезена з Канади в 1940 році та kingfish(?), завезена з Аргентини. Також уру полюють на птахів, зокрема мартинів, качок і фламінго, та вирощують худобу на островах. У уру дуже розвинені ремесла, що привертає численних туристів. Уру також продають тотора та вироби з неї в Пуно, отримуючи натомість продукти харчування, такі як кіноа, та інші товари.
Їжа готується на вогні, що розводиться на плоскому камінні. Як туалети використовуються невеликі недовговічні острівці біля основних островів, що поглинають сміття.
Уру не повністю відмовляються від сучасної технології: деякі з їх човнів мають мотори, деякі домівки мають сонячні панелі, що дозволяють їм використовувати телевізори, а головний острів має власну радіостанцію, що передає музику кілька годин на добу. На деяких островах також працюють початкові школи, як традиційні, так і одна школа, заснована християнськими місіонерами. Для подальшої освіти діти змушені відвідувати школи на суші, зокрема в Пуно.